# Rick Martin
Pour les articles homonymes, voir Richard Martin et Martin.
Richard « Rick » Martin (né le 26 juillet 1951 à LaSalle au Québec, Canada et mort le 13 mars 2011 d'une crise cardiaque à Clarence, dans l'état de New York aux États-Unis) est un joueur professionnel canadien de hockey sur glace .

## Biographie
Il joue 11 saisons dans la Ligue nationale de hockey avec les Sabres de Buffalo et les Kings de Los Angeles. Il s'est surtout rendu célèbre en étant un élément du puissant trio des Sabres surnommé la « French Connection » qui domina la LNH dans les années 1970.
Il fut repêché au tout premier tour, 5e choix au total, du repêchage amateur de la LNH 1971. En 685 parties en carrière, Martin accumula 384 buts et 317 passes pour 701 points - sa meilleure saison fut la saison LNH 1974-1975, où il marqua 52 buts et 95 points en seulement 68 parties. À cinq reprises, il marqua plus de 44 buts au cours d'une saison dans la LNH.
Martin fut impliqué dans l'une des deux plus effrayantes blessures de l'histoire des Sabres (l'autre étant la lacération de la jugulaire de Clint Malarchuk). Martin tomba et se cogna durement la tête contre la glace, perdant connaissance et entrant en convulsion. À la suite de cet accident, les casques devinrent beaucoup plus communs sur la tête des joueurs des Sabres.

## Statistiques

### En club
| Saison    | Équipe                      | Ligue       |     | Saison régulière | Saison régulière | Saison régulière | Saison régulière | Saison régulière |    | Séries éliminatoires | Séries éliminatoires | Séries éliminatoires | Séries éliminatoires | Séries éliminatoires |
| Saison    | Équipe                      | Ligue       | PJ  | B                | A                | Pts              | Pun              | PJ               | B  | A                    | Pts                  | Pun                  |                      |                      |
| 1968-1969 | Canadien junior de Montréal | AHO         | 52  | 22               | 21               | 43               | 27               | 14               | 3  | 0                    | 3                    | 2                    |                      |                      |
| 1969      | Canadien junior de Montréal | C. Memorial | -   | -                | -                | -                | -                | 6                | 2  | 1                    | 3                    | 12                   |                      |                      |
| 1969-1970 | Canadien junior de Montréal | AHO         | 34  | 23               | 32               | 55               | 10               | 16               | 14 | 20                   | 34                   | 12                   |                      |                      |
| 1970      | Canadien junior de Montréal | C. Memorial | -   | -                | -                | -                | -                | 12               | 14 | 13                   | 27                   | 8                    |                      |                      |
| 1970-1971 | Canadien junior de Montréal | AHO         | 60  | 71               | 51               | 122              | 106              | 11               | 17 | 7                    | 24                   | 10                   |                      |                      |
| 1971-1972 | Sabres de Buffalo           | LNH         | 73  | 44               | 30               | 74               | 36               | -                | -  | -                    | -                    | -                    |                      |                      |
| 1972-1973 | Sabres de Buffalo           | LNH         | 75  | 37               | 36               | 73               | 79               | 6                | 3  | 2                    | 5                    | 12                   |                      |                      |
| 1973-1974 | Sabres de Buffalo           | LNH         | 78  | 52               | 34               | 86               | 38               | -                | -  | -                    | -                    | -                    |                      |                      |
| 1974-1975 | Sabres de Buffalo           | LNH         | 68  | 52               | 43               | 95               | 72               | 17               | 7  | 8                    | 15                   | 20                   |                      |                      |
| 1975-1976 | Sabres de Buffalo           | LNH         | 80  | 49               | 37               | 86               | 67               | 9                | 4  | 7                    | 11                   | 12                   |                      |                      |
| 1976-1977 | Sabres de Buffalo           | LNH         | 66  | 36               | 29               | 65               | 58               | 6                | 2  | 1                    | 3                    | 9                    |                      |                      |
| 1977-1978 | Sabres de Buffalo           | LNH         | 65  | 28               | 35               | 63               | 16               | 7                | 2  | 4                    | 6                    | 13                   |                      |                      |
| 1978-1979 | Sabres de Buffalo           | LNH         | 73  | 32               | 21               | 53               | 35               | 3                | 0  | 3                    | 3                    | 0                    |                      |                      |
| 1979-1980 | Sabres de Buffalo           | LNH         | 80  | 45               | 34               | 79               | 54               | 14               | 6  | 4                    | 10                   | 8                    |                      |                      |
| 1980-1981 | Sabres de Buffalo           | LNH         | 23  | 7                | 14               | 21               | 20               | -                | -  | -                    | -                    | -                    |                      |                      |
| 1980-1981 | Kings de Los Angeles        | LNH         | 1   | 1                | 1                | 2                | 0                | 1                | 0  | 0                    | 0                    | 0                    |                      |                      |
| 1981-1982 | Kings de Los Angeles        | LNH         | 3   | 1                | 3                | 4                | 2                | -                | -  | -                    | -                    | -                    |                      |                      |
| Totaux    | Totaux                      | Totaux      | 685 | 384              | 317              | 701              | 477              | 63               | 24 | 29                   | 53                   | 74                   |                      |                      |

### En équipe nationale
Il a représenté le Canada au niveau international.
| Année | Compétition  |   | PJ | B | A | Pts | Pun       |  | Résultat |
| 1976  | Coupe Canada | 4 | 3  | 2 | 5 | 0   | Vainqueur |  |          |